# Arabische boycot van Israël
De Arabische boycot van Israël is een boycot van Israël door Arabische landen, verenigd in de Arabische Liga. De boycot is bedoeld als pressiemiddel binnen het Arabisch-Israëlisch conflict met als doel om te voorkomen dat Arabische staten en niet-Arabieren Israël economisch of militair steunen.

## Voorgeschiedenis van de boycot
De geschiedenis van de Arabische boycot van Israël gaat al terug tot de tijd van het Britse mandaat over Palestina. Reeds in 1922 begonnen Palestijnse Arabieren met een economische boycot tegen de Zionisten in Palestina. Tijdens anti-Joods geweld in 1929 werden Arabieren die de boycot overtraden gemolesteerd en werd hun handelswaar beschadigd. In 1933 en 1934 werd de Arabische boycotoproep hernieuwd en ook bij de Arabisch-Palestijnse opstand van 1936 werd met geweld gedreigd tegen overtreders van de boycot. Deze boycot mislukte deels omdat de Joden een zodanig belangrijke rol speelden in de diverse beroepsgroepen, zoals de medische wereld, dat een boycot niet uitvoerbaar was.

## Boycot door de Arabische Liga
Na de oprichting van de Arabische Liga in 1945 riep deze op 2 december 1945 op tot een boycot van Joodse producten.
De boycot van de Arabische Liga was drieledig:
- Producten diensten die uit Israël afkomstig zijn (de "primaire boycot"). Deze boycot is nog grotendeels van kracht.
- Bedrijven buiten de Arabische wereld die zaken doen met Israël (de "secundaire boycot")
- Bedrijven die zaken doen met bedrijven die onder de secundaire boycot gesanctioneerd zijn (de "tertiaire boycot")

Door middel van de secundaire en tertiaire boycot werd het effect van de boycot verbreed en werd omzeiling bemoeilijkt. In het begin werd de boycot gesteund door alle leden van de Arabische Liga. Tegenwoordig voeren alleen Libanon en Syrië de boycot nog stringent uit.

### Restricties op personenverkeer

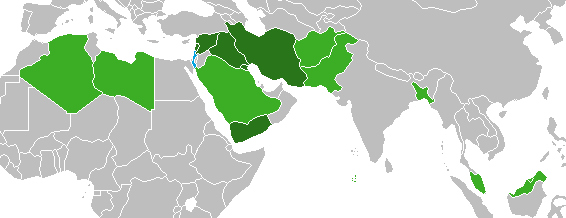
Legenda:
Israël
Landen die Israëlische paspoorten weigeren
Landen die ook Israëlische stempels in paspoorten weigeren

Naast de boycot op goederen en diensten kennen vele Arabische staten restricties op het personenverkeer. Veel landen weigeren de toegang aan personen met een Israëlisch paspoort of met Israëlische stempels in hun paspoort. Ook is het lange tijd gebruikelijk geweest om niet-Joodverklaringen van reizigers te eisen.
Landen met restricties op het personenverkeer zijn:
- Algerije
- Bangladesh
- Brunei
- Djibouti
- Iran
- Jemen[7]
- Koeweit
- Libanon
- Libië
- Maleisië
- Pakistan
- Saudi Arabië
- Soedan
- Somalië
- Syrië[8]
- Verenigde Arabische Emiraten

## Effecten van de boycot
Een groot aantal jaren heeft de boycot gewerkt. Als uitvloeisel van de secundaire boycot waren bepaalde merken in de Arabische wereld of in Israël al dan niet aanwezig. Een voorbeeld is Coca-Cola dat op de Israëlische markt aanwezig was en om die reden in de Arabische wereld geboycot werd. Pepsi-Cola deed geen zaken met Israël en werd om die reden in de Arabische wereld toegelaten. Pepsi introduceerde Zam Zam Cola in de Arabische wereld als alternatief voor Coca-Cola. Toen in de jaren tachtig de boycot minder stringent werd uitgevoerd verschenen merken als McDonald's, Pepsi en Japanse autofabrikanten op de Israëlische markt.
Nederland en de Verenigde Staten werden naar aanleiding van hun steun aan Israël tijdens de Jom Kipoeroorlog van 1973 het doelwit van een olieboycot door de Arabische Wereld. De Verenigde Staten stelden in 1977 de medewerking aan de Arabische boycot strafbaar en richtten hiervoor het "Office of Antiboycott Compliance" op als afdeling van het ministerie van buitenlandse handel. In Nederland kwamen diverse bedrijven, waaronder KLM en RSV in opspraak voor het afgeven van niet-Joodverklaringen naar aanleiding van het parlementaire onderzoek onder leiding van Harry van den Bergh over de Arabische boycot van 1973.